# Suongerjaure
Suongerjaure är en sjö i Gällivare kommun i Lappland och ingår i Kalixälvens huvudavrinningsområde. Sjön har en area på 0,113 kvadratkilometer och ligger 463 meter över havet. Suongerjaure ligger i Kaitum fjällurskog Natura 2000-område.

## Delavrinningsområde
Suongerjaure ingår i det delavrinningsområde (751434-168959) som SMHI kallar för Mynnar i Vuotnajåkka. Medelhöjden är 460 meter över havet och ytan är 10,99 kvadratkilometer. Det finns ett avrinningsområde uppströms, och räknas det in blir den ackumulerade arean 40,03 kvadratkilometer. Vattendraget som avvattnar avrinningsområdet har biflödesordning 4, vilket innebär att vattnet flödar genom totalt 4 vattendrag innan det når havet efter 330 kilometer. Avrinningsområdet består mestadels av skog (24 procent) och sankmarker (71 procent). Avrinningsområdet har 0,15 kvadratkilometer vattenytor vilket ger det en sjöprocent på 1,4 procent.